# Walckenaeria danismani
Espèce
Walckenaeria danismani est une espèce d'araignées aranéomorphes de la famille des Linyphiidae.

## Répartition
Cette espèce se rencontre en Russie européenne et en Turquie.

## Description
Le mâle holotype mesure 2,3 mm.

## Systématique et taxinomie
Cette espèce a été décrite par Esyunin, Vlasov et Ustinova en 2024.

## Étymologie
Cette espèce est nommée en l'honneur de Tarık Danışman.

## Publication originale
- (ru) (en) Esyunin, Vlasov & Ustinova, « Two new spider species (Aranei) from the Cis-Urals steppe, Russia », Zoologicheskiĭ Zhurnal, 2024, vol. 103, no 8, p. 51-58.